# Sastamala
Sastamala è un comune finlandese di 23734 abitanti, situato nella regione del Pirkanmaa.
È stato istituito nel 2009 con la fusione degli ex comuni di Äetsä, Vammala e Mouhijärvi